# Chanson de toile

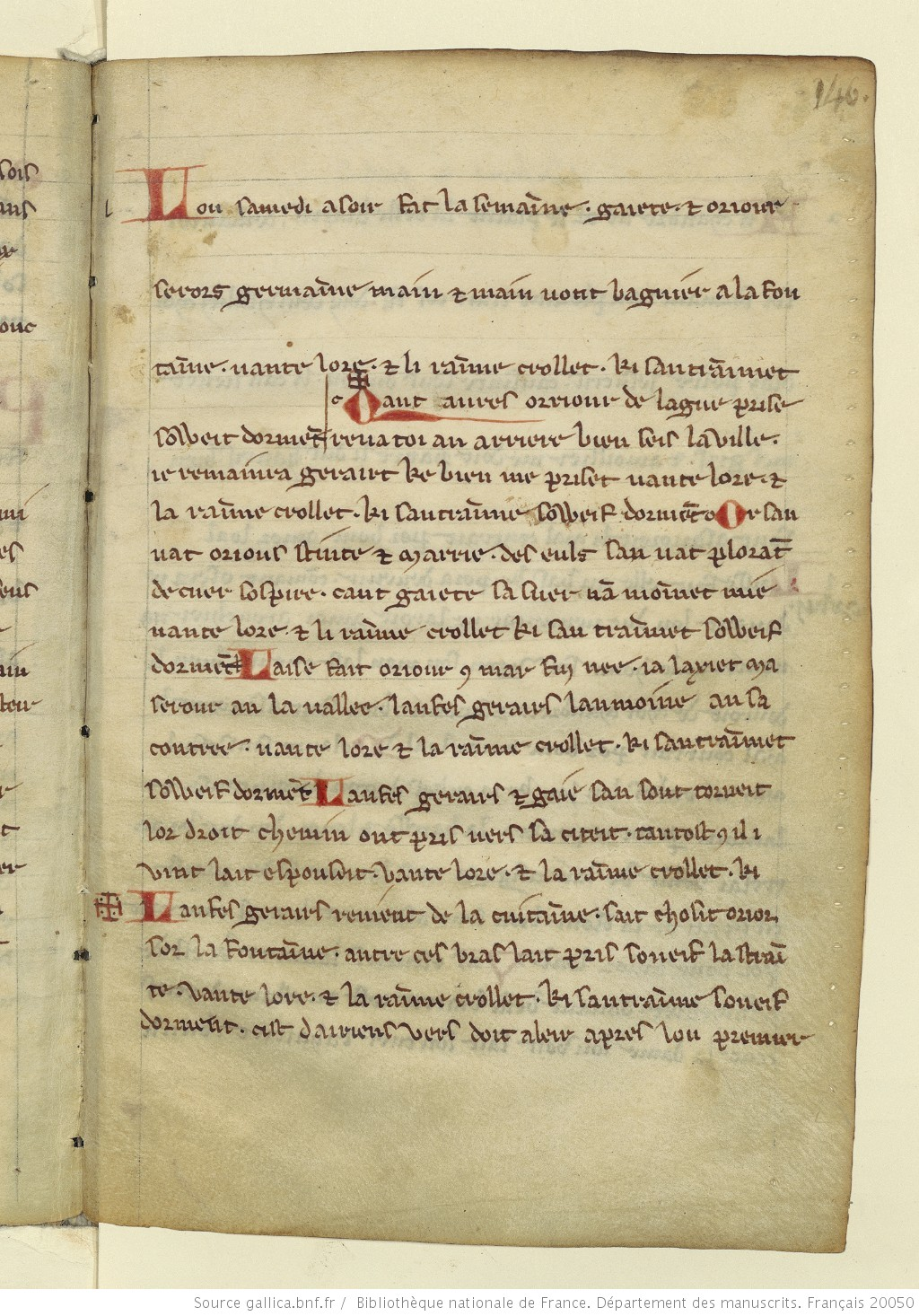
Gaete et Oriour - Manuscrit du XIIIe s.

Une chanson de toile (appelée aussi chanson d'histoire) est un type de poème lyrique médiéval du nord de la France, composé de couplets et d'un refrain et en règle générale mis en musique. La chanson de toile doit son nom au thème central qui présente une haute dame occupée à des travaux de couture et soucieuse de l'amour de son beau chevalier.
C’est un genre poétique de langue d'oïl assez éphémère : on ne connaît qu'une vingtaine de textes qui datent du début du XIIIe siècle. Sous une apparence de simplicité populaire se révèle en fait une élaboration plus savante qui exploite les thèmes courtois du point de vue féminin.

## Dénomination
La dénomination « Chanson de toile » s'est imposée à la fin du XIXe siècle parce qu'elle renvoie au thème central de la femme à sa couture : on avançait même qu'il s'agissait de textes créés et chantés par les femmes alors qu'on a démontré depuis qu'il s'agissait de productions plus élaborées de poètes chevronnés qu'on a parfois identifiés comme Audefroi le Bastart.
L'expression « chanson a/de toile » est utilisée à l'époque : elle se trouve  dans le Lai d'Aristote (autour de 1220) v.374-375 :(ou v.381 ?
« Vint vers la fenestre chantant

Un vers d'une chanson de toile» 
et au vers 2301 du Roman de la violette de Gerbert de Montreuil qui date de 1227-1229.
« I jor sist es chambre son pere

Une estole et i amict pere

De soie et d'or molt soutilment

Si i fait ententivement

Mainte croisete et mainte estoile,

Et dist ceste chanchon a toile

Que par son chant forment s'alose »
(= Un jour assise dans la chambre de son père, elle travaillait à parer très habilement une étole et un amict de soie et d'or, elle faisait attentivement maintes petites croix et maintes étoiles en disant cette chanson de toile).
- Le nom de « chanson d'histoire » a été utilisé aussi pour désigner le même type de poème : il vient d'une expression employée par  Jean Renart au tout début du XIIIe siècle dans son roman courtois Guillaume de Dole. La mère du chevalier Guillaume dit à son fils qui l'invite à chanter alors qu'elle est occupée à des travaux de broderie :

« Biaus filz, ce fu ça en arriers

Que les dames et les roïnes

Soloient fere lor cortines

Et chanter les chansons d'istoire » (vers 1147-1150)
(= Beau fils il y a longtemps les dames et les reines avaient l'habitude de faire leurs travaux d'aiguille en chantant des chansons d'histoire).
Le terme rend compte de l'aspect narratif du texte de la chanson qui raconte une histoire mais, considéré comme plus vague puisqu'il peut s'appliquer à d'autres genres comme la chanson de croisade ou la chanson de mal mariée, il est plutôt délaissé par les critiques modernes qui préfèrent parler de Chansons de toile.

## Corpus
On connaît une vingtaine de chansons de toile dont certaines sont incorporées dans des œuvres plus larges comme le Guillaume de Dole de Jean Renart qui en contient six. Cinq ont été écrites par Audefroi le Bâtard, les autres sont anonymes. Elles étaient accompagnées de musique : il reste quatre partitions.
Recensement d'Edmond Faral:
A. — Pièces insérées dans le roman de Guillaume de Dole ( début du XIIIe siècle).
I  — Fille et la mere se sieent a l'orfrois... (Guil. De Dole, v. 1158 ss.).
II  — Siet soi bele Aye as piez sa male maistre... (ibid., v. 1 182 ss.).
III — La bele Doe siet au vent... (ibid., v. 1201 ss.).
IV  — Bele Aiglentine en roial chamberine... (ibid., v, 2225 ss.).
V — Or vienent Pasques les beles en avril... (ibid., v. 5174 ss.).
B . — Pièce insérée dans le Roman de la Viólete
VI  — Siet soit bele Eurïaus, seule est enclose... (Viólete, v. 2303 ss.).
C. — Pièce insérée dans le Lai d'Aristote
VII  — En un vergier, les une fontenele (Lai, v. 384 ss.).
D. — Pièces contenues , séparément, en divers manuscrits .
VIII  — Bele Yolande en ses chambres seoit...
IX  — Ortolan en haut solier...
X  — Bele Doete as fenestres se siet...
XI — Au novel tens pascor, quant florist Vaubespine…
XII  — Quant vient en mai, que Von dit as Ions jors…
XIII — Bele Yolande en chambre koie...
XIV  — En halte tor se siet bele Ysabel...
XV — Lou samedi a soir, fat la semaine...
XVI — En chambre a or se siet la bele Beatris...
XVII — Bele Amelot seule en chambre feloit
XVIII — Belle Ysabiaus, pucele bien aprise...
XIX — Bele Ydoine se siet desous la verte olive...
XX — Bele Emmelos es près desous Varbroie...

## Caractéristiques de la chanson de toile

### Forme poétique
La forme métrique peu contrainte est accompagnée de musique (il reste quatre partitions de l'époque)  : le poème est court avec un nombre variable de couplets et un refrain qui comporte une assonance ou une rime spécifique. Ce refrain peut comporter un seul vers comme dans Bele Doete : « E or en ai dol » (= Et, désormais, j’en porte le deuil) ou deux comme dans Gaiete et Oriour : « Vente l’ore et li raim crollent // Qui s’entraiment soef dorment ! » (= Le vent agite la forêt //Que les amants dorment en paix !).
Les couplets sont isométriques (avec un seul type de vers : majoritairement le décasyllabe mais aussi l'octosyllabe)  et ont un nombre variable de vers (4, 5, 6 ou 8 vers) sur une seule assonance ou une seule rime. Les strophes se rapprochent des laisses des chansons de geste qui utilisent aussi le décasyllabe assonancé mais sont de longueur irrégulière. 
La chanson de toile se présente ainsi formellement comme un genre intermédiaire entre la poésie épique des chansons de geste et la chanson courtoise, ce qui correspond à l'époque où elle apparaît, la fin du XIIe siècle et le début du XIIIe.

### Thèmes

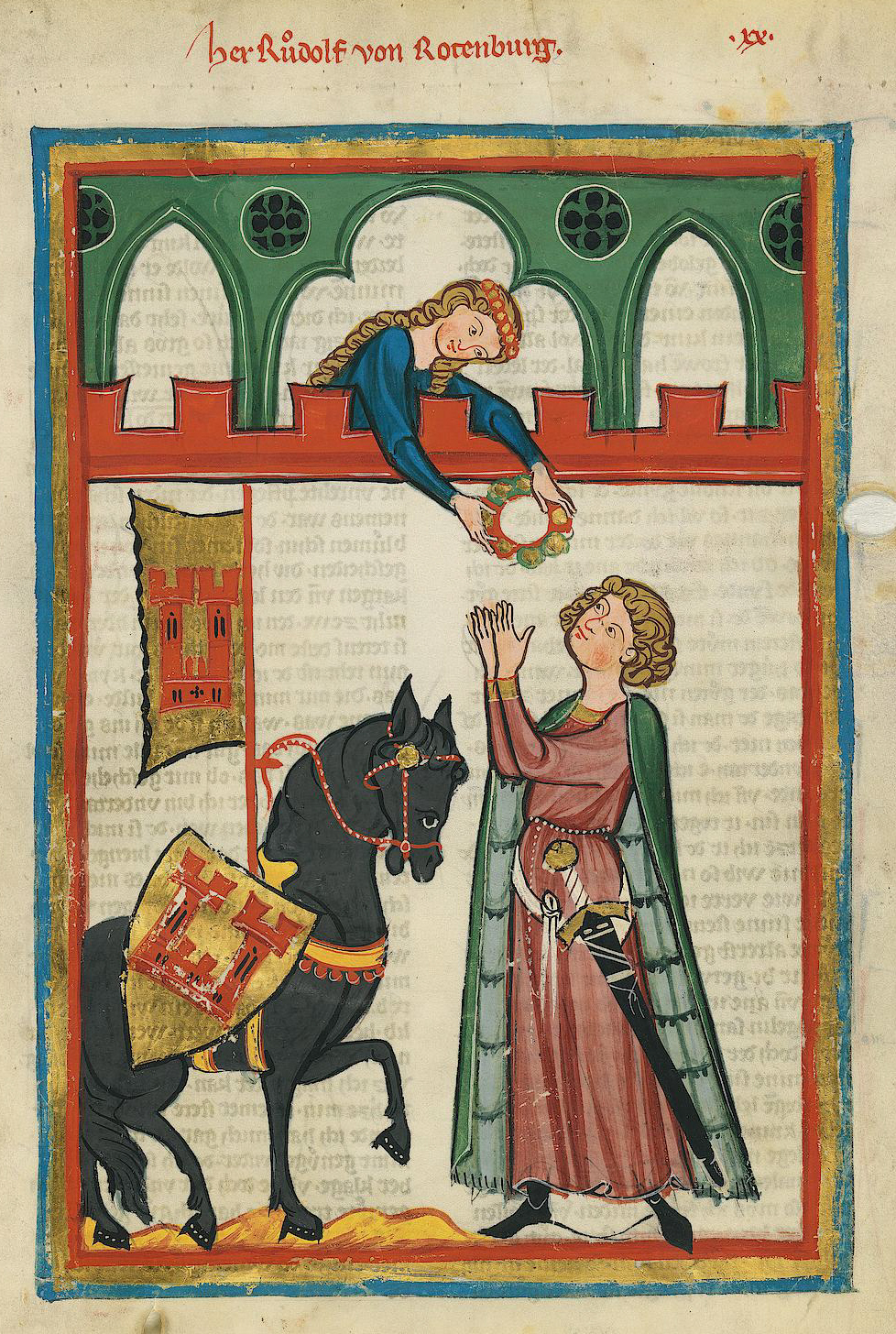
Stéréotype de l'amour courtois

Les thèmes de la chanson de toile constituent eux aussi une transition entre deux  époques : les catégories sociales en jeu sont celles de la chanson de geste (hautes dames dans leur château et chevaliers) mais les préoccupations sont d'ordre sentimental et non héroïque puisque le thème central est la rêverie d'amour féminine. Le point de vue féminin mis au premier plan est l'une des caractéristiques majeures de la chanson de toile.
La donnée est récurrente : une jeune femme (ou une jeune fille) de bonne naissance, occupée à des travaux d'aiguille, s'inquiète de l'amour d'un noble chevalier (au moins comte, et même roi ou empereur).  Les premiers vers exposent la scène :
Exemple 1 :
Bele Aiglantine en roial chamberine
Devant sa dame cousoit une chemise,
Ainc n'en sot mot quant bone amor l'atise.
(= Belle Églantine dans une chambre somptueuse cousait une chemise devant sa mère, cependant celle-ci ne savait rien du tendre amour qui brûlait en elle)
Exemple 2 :
En un vergier lez une fontenele
Dont clere est l’onde et blanche la gravele
Siet fille a roi, sa main a sa maxelle
En sospirant son douz ami rapele
« Ae cuens Guis amis
La vostre amors me tout solaz et ris »
(= Dans un verger près d’une source dont claire est l’onde et blanc le gravier, est assise la fille d’un roi, son menton dans la main. En soupirant elle appelle souvent son doux ami : « Ah, Comte Guis, mon bien-aimé L’amour de vous m’ôte toute joie et tout rire »)
L'attitude de ces femmes dépasse nettement la mièvrerie par leur liberté vis-à-vis de la morale qui va jusqu'à la transgression physique même si la conclusion est en général le mariage des amoureux. Ces femmes apparaissent souvent hardies  et émancipées, par exemple Bele Aiglentine rejoint sans hésiter son ami Henri qui dort dans son lit « Et jamais vous n'entendrez ce qu'elle lui a dit et jamais vous ne saurez ce qu'elle fit « Or orrez ja conment la bele Aiglentine esploita »). Toutes les chansons de toile ont une fin heureuse sauf Bele Doette, dont l'héroïne apprend la mort de son chevalier dans un tournoi et se retire dans un monastère.
Les personnages sont conventionnels et sans détails (peu de notations physiques seulement l'adjectif traditionnel « bele » : Bele Doete, Bele Yolanz...) comme les décors (chambre d'un tour, plus rarement jardin ou fontaine), les personnages masculins désignés par leur statut social (comte, écuyer…) ne sont pas toujours nommés. Parfois apparaît un autre personnage qui sert de confident : la mère (Bele Amelot seule en chambre filait) ou la sœur (Gaete et Oriour).
Les types sociaux et la tonalité différencient la chanson de toile de la pastourelle qui met en scène des bergères et des bergers dans un cadre printanier et qui est surtout un genre gaillard exploité par les troubadours de langue d'oc.

## Postérité
La chanson de toile malgré son corpus limité est restée comme un aspect notable de la poésie médiévale et a construit les stéréotypes de la représentation des femmes aristocratiques de l'époque.
Les publications des œuvres médiévales à la fin du XIXe siècle renouvellent l'intérêt pour la poésie de l'époque comme en témoigne l’écho de la chanson de toile Gaiete et Oriour dans Le Pont Mirabeau, publié  par Guillaume Apollinaire dans le recueil Alcools en 1913.
Ces créations musicales chantées connaissent de nombreuses interprétations modernes et Nana Mouskouri a chanté une version transformée et simplifiée de Belle Doëte.
Émilie Simon a produit en 2003 une chanson intitulée Chanson de toile, sur son premier album : sans reprendre le topos traditionnel de la haute dame rêvant à son beau chevalier, elle y file la métaphore du tissage sans structure métrique particulière en ponctuant son texte du refrain irrégulier « chanson de toile ».